# Jenna Wyns
Jenna Wyns (16 augustus 1993) is een Belgische atlete, die gespecialiseerd is in de middellange afstand en het veldlopen. Zij werd viermaal Belgisch kampioene.

## Loopbaan
Wyns nam in 2010 en 2011 deel aan de Europese kampioenschappen veldlopen U20. Ze behaalde een negenenveertigste plaats als beste resultaat.
In 2015 en 2022 werd Wyns Belgisch indoorkampioene op de 1500 m. In 2019 was er de outdoor een Belgische titel op de 1500 en in 2020 werd ze Belgisch kampioene korte cross.
Wyns was aangesloten bij  Atletiekclub Pegasus Vilvoorde destijds een kern van Vilvoorde Atletiek Club en bleef bij deze laatste club toen de kern een zelfstandige club werd. Ze studeerde psychologie aan de Eastern Michigan universiteit. Na het afstuderen combineert ze een voltijdse job met haar sport.

## Belgische kampioenschappen
Outdoor
| Onderdeel             | Jaar |
| --------------------- | ---- |
| 1500 m                | 2019 |
| veldlopen korte cross | 2020 |

Indoor
| Onderdeel | Jaar       |
| --------- | ---------- |
| 1500 m    | 2015, 2022 |

## Persoonlijke records
Outdoor
| Onderdeel | Prestatie | Datum           | Plaats    |
| --------- | --------- | --------------- | --------- |
| 800 m     | 2.07,58   | 29 juni 2019    | Eindhoven |
| 1500 m    | 4.16,29   | 3 augustus 2019 | Ninove    |
| 1 mijl    | 4.38,35   | 2 juli 2022     | Dublin    |

Indoor
| Onderdeel | Prestatie | Datum            | Plaats |
| --------- | --------- | ---------------- | ------ |
| 800 m     | 2.08,71   | 11 december 2021 | Gent   |
| 1500 m    | 4.22,14   | 30 januari 2022  | Gent   |

## Palmares

### 1500 m
- 2009:  BK AC – 4.31,52
- 2010:  BK AC – 4.28,38
- 2015:  BK indoor AC – 4.32,78
- 2015:  BK AC – 4.25,72
- 2019:  BK AC – 4.21,22
- 2020:  BK AC – 4.24,63
- 2022:  BK indoor AC – 4.23,24

### veldlopen
- 2010: 49e EK U20 te Albufeira
- 2011: 55e EK U20 te Velenje
- 2013:  BK korte cross in Oostende[3]
- 2015:  BK korte cross in Wachtebeke[4]
- 2019:  BK korte cross in Laken
- 2020:  BK korte cross in Laken
- 2022:  BK korte cross in Laken